# Finally (Namie Amuro)
Finally (a volte ALL TIME BEST ALBUM "Finally") è la settima raccolta della cantante giapponese Namie Amuro. È stato pubblicato l'8 novembre 2017 sotto le etichette Dimension Point e Avex Trax in tre dischi, insieme a merchandising a tiratura limitata. Finally è l'ultima pubblicazione della cantante prima del suo ritiro dall'industria musicale avvenuta il 16 settembre 2018.
L'album è costituito da un totale di 39 singoli precedentemente pubblicati, tutti rimasterizzati con nuovi vocali ed arrangiamenti; si aggiungono 13 nuove tracce inserite nel terzo disco, formando il suo ultimo album originale. I critici hanno elogiato per prima il retrospetto e la cantante per le sue doti vocali, la produzione e le abilità nel ballo nei suoi video musicali. A livello commerciale, è stato un successo in Giappone, debuttando alla numero uno nella classifica Oricon e nella Billboard abbattendo il record di un milione di copie. Amuro ha estratto sei singoli promozionali. Il primo, Red Carpet, il 2 dicembre 2015 e seguito da Mint, Hero, Dear Diary, Fighter ed il suo ultimo singolo Just You and I. Inoltre, la cantante ha condotto un tour nazionale accompagnato da spettacoli in Cina, Hong Kong e Taiwan.

## Tracce

### CD 1
1. Mister U.S.A.  (ミスターU.S.A.)  – 4:29 (Masano Teruyoshi, Minoru Moritada) – A
2. Aishite Muscat  (愛してマスカット)  – 4:06 (Neko Oikawa, Minoru Komorita) – A
3. Paradise Train – 4:33 (Masao Urino, Nakanishi Keizo) – B
4. Try Me (Watashi o Shinjite)  (TRY ME～私を信じて～)  – 4:01 (Kazumi Suzuki, Hinoky Team) – B
5. Taiyou no Season  (太陽のSEASON)  – 3:32 (Suzuki, Hinoky Team) – B
6. Body Feels Exit – 4:24 (Tetsuya Komuro) – B
7. Chase the Chance – 4:32 (Komuro, Takahiro Maeda) – B
8. Don't Wanna Cry – 5:47 (Komuro, Maeda) – B
9. You're My Sunshine – 5:50 (Komuro) – B
10. Sweet 19 Blues – 5:37 (Komuro) – B
11. A Walk in the Park – 5:39 (Komuro) – A
12. Can You Celebrate? – 6:21 (Komuro) – A
13. How to be a Girl – 4:26 (Komuro, Mark Panther) – B
14. I Have Never Seen – 4:47 (Komuro) – Utilizzato per la serie giapponese Yonige-ya HonpoB
15. Respect the Power of Love – 4:23 (Komuro) – Utilizzato per la sponsorizzazione della linea Visee della KoséA
16. Never End – 5:17 (Komuro) – A

Durata totale: 77:44

### CD 2
1. Say the Word – 3:56 (Amuro, Ronald Malmberg, Thomas Johansson) – Utilizzato per la sponsorizzazione del rossetto Luminus della KoséA
2. I Will – 5:35 (Amuro, Hiroaki Hayama) – B
3. So Crazy – 4:33 (Full Force, Jennifer "JJ" Johnson, Michico, Tiger) – Brano usato come sponsor della compagnia cosmetica Lucido-LA
4. Girl Talk – 4:23 (Michico, T.Kura) – Brano usato come sponsor della compagnia cosmetica Lucido-LB
5. Want Me, Want Me – 3:12 (Michico, Sugi-V) – B
6. Can't Sleep, Can't Eat, I'm Sick – 3:49 (Michico, T.Kura) – Presente in spot di servizi di suonerie: Mu-Mo and IromeloB
7. Baby Don't Cry – 5:22 (Nao'ymt) – Presente in diversi spot commercialiA
8. Funky Town – 3:48 (Michico, L.L.Brothers, T.Kura) – Brano utilizzato per sponsorizzare Lipton Ice Tea Limone nel 2007A
9. New Look – 3:57 (Michico, T.Kura) – A
10. Rock Steady – 3:31 (Michico, T.Kura) – B
11. What a Feeling – 3:48 (Michico, Shinchi Osawa) – B
12. Dr. – 5:48 (Nao'ymt) – A
13. Break It – 3:24 (Nao'ymt) – A
14. Get Myself Back – 4:35 (Nao'ymt) – A
15. Fight Together – 4:20 (Nao'ymt) – Opening 14 dell'anime One PieceA
16. Tempest – 4:41 (Nao'ymt) – A
17. Sit! Stay! Wait! Down! – 3:17 (Michico, T.Kura) – A
18. Love Story – 4:42 (Tiger, T-SK, Tesung Kim, Olivia Nervo, Miriam Nervo) – Sigla della serie giapponese Watashi Ga Renai Dekinai RiyuuB

Durata totale: 76:41

### CD 3
1. Arigatou – 4:11 (Michico, T.Kura) – Utilizzato per la sponsorizzazione della linea di make-up Esprique della KoséA
2. Damage – 4:50 (Nao'ymt) – A
3. Big Boys Cry – 3:24 (Kanata Okajima, Nermin Harambasic, Anne Judith Wik, Ronny Svendsen, Hayley Aitken, Heirik Johansen, Jan Hallvard Larsen) – Utilizzato per la sponsorizzazione della linea di make-up Esprique della KoséA
4. Contrail – 4:16 (Nao'ymt) – Brano della serie televisiva giapponese Flying Public Relations OfficeA
5. Tsuki – 3:38 (Tiger, Zetton, Fast Lane, Lisa Desmond) – B
6. Red Carpet – 3:43 (Matthew Tishler, Paula Winger, Stephanie Lewis, Tiger) – C
7. Mint – 3:49 (Maria Marcus, Andreas Oberg, Emyli, Tiger) – Brano della serie televisiva giapponese Boku no Yabai Tsuma (La mia moglie malata)C
8. Hero – 5:37 (Sunny Boy, Ryosuke Imai) – Brano ufficiale della squadra giapponese ai giochi olimpici e paralimpici di Rio 2016C
9. Dear Diary – 3:29 (Tishler, Felicia Burton, Aaron Bewared, Tiger) – Presente nella colonna sonora di Death Note: Light Up the New WorldC
10. Fighter – 3:28 (Emyli, Reason) – Presente nella colonna sonora di Death Note: Light Up the New WorldC
11. Christmas Wish – 4:00 (Marcus, Niclas Lundin, Emyli) – C
12. Just You and I – 3:38 (Emyli, Franky Mio, Jenna Donnelly, Kiyohito Komatsu) – Brano della serie giapponese To be a MotherC
13. Hope – 4:12 (Mio, Ryo Ito, Tomo Low) – Opening 20 dell'anime One Piece
14. In Two – 3:57 (Adam Kapit, Kenichi Anraku, Sorano, Ito) – C
15. How Do You Feel Now? – 3:50 (Komuro) – C
16. Showtime – 3:06 (Mio, Samuel Waermo, Marcus, Susumu Kawaguchi) – C
17. Do It For Love – 4:21 (Sunny Boy, Jerry Barnes, Chris Leon, Francis Cathcart, Kathrine Nicole Tucker, Kevin Nicholas Drew) – C
18. Finally – 3:39 (Emyli, Tishler, Barton, Charles) – C

Durata totale: 71:08

## Classifiche

### Giappone
| Classifica | Posizione massima |
| ---------- | ----------------- |
| Giappone   | 1                 |